# Bathyergus suillus
Bathyergus suillus је врста глодара из породице пешчарских слепих кучића (Bathyergidae).

## Распрострањење
Ареал врсте је ограничен на једну државу. Јужноафричка Република је једино познато природно станиште врсте.

## Станиште
Станишта врсте су травна вегетација и речни екосистеми. 

## Угроженост
Ова врста је наведена као последња брига, јер има широко распрострањење и честа је врста.